# Pseudosopubia delamerei
Pseudosopubia delamerei är en snyltrotsväxtart som beskrevs av Spencer Le Marchant Moore. Pseudosopubia delamerei ingår i släktet Pseudosopubia och familjen snyltrotsväxter. Inga underarter finns listade i Catalogue of Life.